# Atelier national de reproduction des thèses
Pour les articles homonymes, voir ANRT.
L'Atelier national de reproduction des thèses (ANRT) est un service public chargé de différentes opérations de numérisation et de diffusion des thèses en France. Chargé jusqu'en 2017 de la diffusion au niveau national des microfiches de thèses et rattaché au Ministre chargé de l'Enseignement supérieur, l'atelier est devenu en 2018 un service de l'Université de Lille.

## Historique
L'ANRT a été créé en 1971 pour se charger de la reproduction des thèses d'État (en Lettres uniquement au début). Au départ en offset, la reproduction sur microfiche a été mise en place à partir de 1983.
L'ANRT reproduit et diffuse désormais les thèses de doctorat, à l'exception des thèses d'exercices. 
Il existait deux ateliers, selon la discipline :
- l'un rattaché à l'université Lille-III pour les lettres, sciences politiques, juridiques,  et humaines et sociales ;
- l'autre rattaché à l'université Grenoble-II pour les sciences exactes, la médecine, la pharmacie, les sciences économiques et de gestion.

Depuis le premier janvier 2011 les deux services sont regroupés dans un seul bâtiment situé sur le campus Pont de Bois de Lille III, à Villeneuve d'Ascq 
Dans le cadre de sa mission nationale, l'ANRT a travaillé en collaboration étroite avec le Ministère chargé de l'Enseignement supérieur, l'Agence bibliographique de l'enseignement supérieur (ABES) et les bibliothèques universitaires. Son réseau d'usagers s'étendait au-delà des frontières françaises et comprenait notamment des bibliothèques universitaires et librairies scientifiques dans différents pays européens, américains et asiatiques .

## Mission nationale
L'ANRT avait pour mission l'archivage et la diffusion aux bibliothèques universitaires des thèses soutenues en France et participait à la valorisation de la production scientifique de l'enseignement supérieur et de la recherche en France. Cette mission nationale s'appuyait entre autres sur l'arrêté du 7 août 2006 relatif aux modalités de dépôt, de signalement, de reproduction, de diffusion et de conservation des thèses ou des travaux présentés en soutenance en vue du doctorat qui stipule dans son article 7 :
"L'atelier national de reproduction des thèses de l'université Lille-III assure la reproduction sur support micrographique des thèses soutenues dans les disciplines suivantes : lettres, sciences humaines, juridiques, politiques et sociales.
L'atelier national de reproduction des thèses de l'université Grenoble-II assure la reproduction sur support micrographique des thèses soutenues en sciences exactes, médecine, pharmacie, sciences économiques et de gestion.
La liste des destinataires des exemplaires ayant fait l'objet d'une reproduction sur support micrographique aux frais de l'État est établie par le ministère chargé de l'enseignement supérieur. Le nouveau docteur en reçoit deux exemplaires.
L'atelier national de reproduction des thèses de l'université Lille-III peut en outre, sur la commande d'un établissement, assurer sur un autre support la reproduction des thèses soutenues dans celui-ci."
Depuis la fermeture du site de Grenoble, l'ANRT de Lille prenait en charge l'ensemble des disciplines. En janvier 2018, il est annoncé que le Ministère n'a pas souhaité prolonger la mission nationale de l'ANRT pour 2018. La mission nationale a pris fin au 31 décembre 2017. L'atelier continue d'exister comme service de l'Université de Lille mais cesse son service de production et d'envoi de microfiches des thèses.

## Produits et services
Dans le cadre de sa mission nationale, l'ANRT fournissait aux universités des thèses microfichées.  
Aujourd'hui, son activité principale est la numérisation de collections scientifiques (livres anciens, thèses, plaques de verre etc.) et de fonds d'archives, dans le cadre de projets de recherche, de partenariats et de contrats avec des laboratoires, bibliothèques, établissements etc. 
Le catalogue de l'ANRT est riche de 230 000 thèses toutes disciplines confondues et constitue un patrimoine unique pour l'ensemble de la communauté scientifique. À partir d'un contrat avec les auteurs, plus de 8000 thèses sont disponibles dans le cadre d'une diffusion « impression à la demande » (Thèses à la carte). 
L'ANRT réalise l'impression des exemplaires de soutenance avec support technique pour la finalisation du document, pour les étudiants des universités. 
L'atelier est devenu un lieu de formation et contribue à des projets de recherche dans le domaine des humanités numériques et de l'exploration textuelle. 